# 西恩德-科布敦 (阿拉巴馬州)
西恩德-科布敦（英語：West End-Cobb Town）是一個位於美國阿拉巴馬州卡爾霍恩縣的非建制地區和人口普查指定地區。根據2010年美國人口普查，該地人口為3465人。

## 地理
西恩德-科布敦的座標為33°39′03″N 85°52′10″W / 33.650903°N 85.869487°W，而該地最高點為海拔高度192米（即630英尺）。